# 64 de Hakken! Tamagotchi Minna de Tamagotchi World
64 de Hakken! Tamagotchi Minna de Tamagotchi World (japonès: 64で発見!!たまごっち みんなでたまごっちワールド) és un videojoc de taula desenvolupat per Bandai i Hudson Soft per Nintendo 64. Es va publicar al Japó el 1997. Aquest videojoc de taula està basat en un tamagotchi i simula amb un paper de rol en un joc de taula.
Aquest va ser el primer joc de Bandai al sistema Nintendo 64 i és l'únic joc de la marca Tamagotchi d'aquesta plataforma. El joc presenta "Tsukuzuku Tamagotchi", una variant especial de Tamagotchi.